# Mimoides euryleon
Mimoides euryleon is een vlinder uit de onderfamilie Papilioninae van de familie van de pages. De wetenschappelijke naam van de soort is, als Papilio euryleon, voor het eerst geldig gepubliceerd in 1856 door William Chapman Hewitson. De combinatie in Mimoides werd in 1991 gemaakt door K.S. Brown.

## Ondersoorten
- Mimoides euryleon euryleon
- Mimoides euryleon anatmus (Rothschild & Jordan, 1906)
- Mimoides euryleon clusoculis (Butler, 1872)
- Mimoides euryleon haenschi (Rothschild & Jordan 1906)
- Mimoides euryleon pithonius (Rothschild & Jordan, 1906)
- Mimoides euryleon rodriquezi Le Crom, Constantino & Salazar, 2002